# معاهدة القصبات

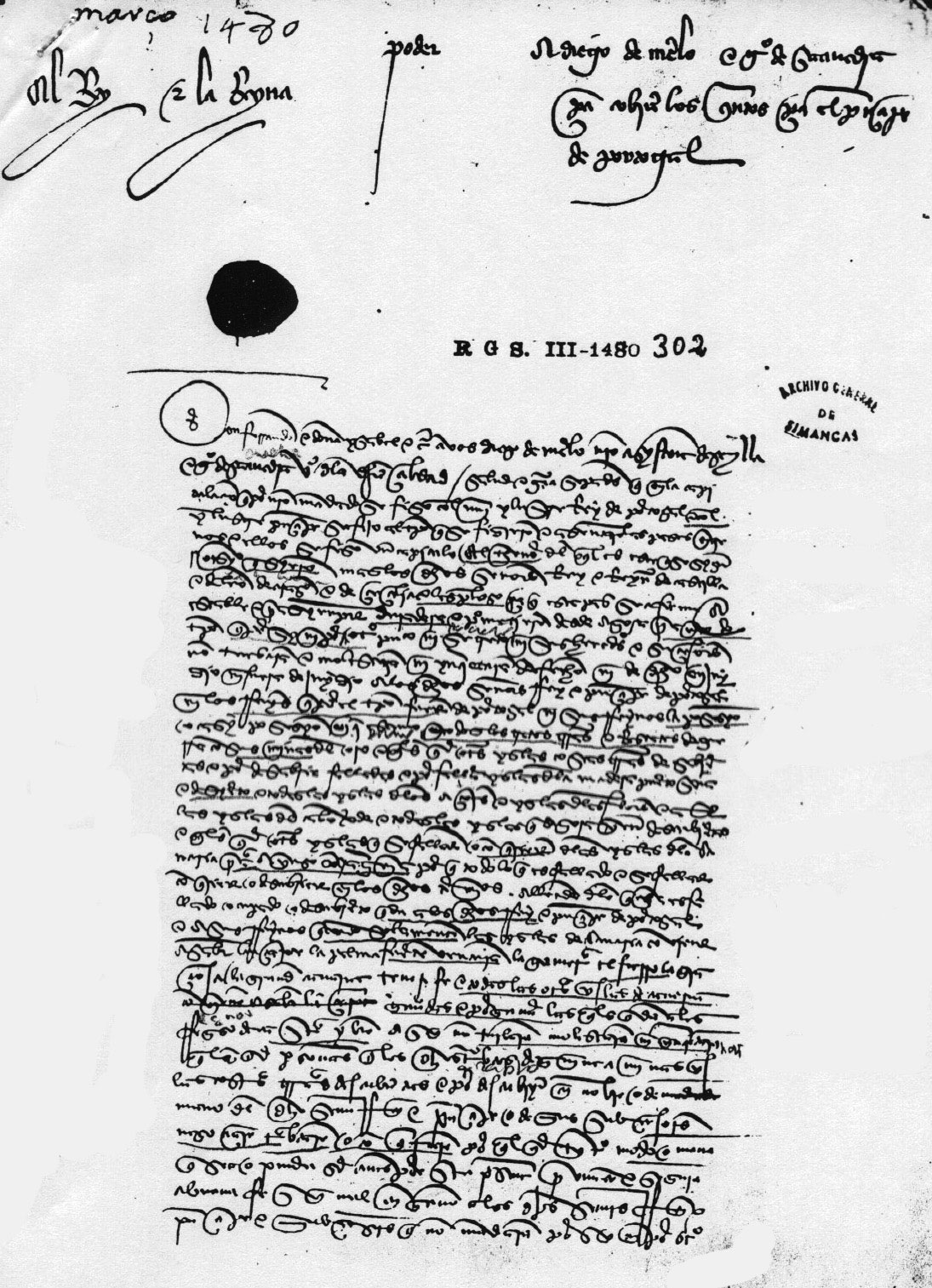
معاهدة القصبات. الصفحة الأولى من إخطار المعاهدة لمدينة إشبيلية بتاريخ 14 مارس 1480.

وقّع ملكا قشتالة وأرغونة الكاثوليكيان، من جانبهم، وألفنسو الخامس وابنه الأميرُ يُوحَنَّا الثاني، من الجانب المقابل، مُعَاهَدَةَ القَصَبَاتِ في الرابع من سبتمبر من عام 1479 (16 جمادى الآخرة 884). وهي التي أنهت حرب الخلافة القشتالية التي انتهت بانتصار القشتاليين برا وانتصار البرتغاليين بحرا. عكست معاهدات السلام الأربع الموقعة في القصبات تلك بنتيجة: تم الاعتراف بإيزابيلا كملكة قشتالة بينما وصلت البرتغال إلى هيمنة شبه مطلقة في المحيط الأطلسي ب هدفت المعاهدة إلى تنظيم:
- تنازل أفونسو الخامس وملوك قشتالة عن العرش القشتالي والعرش البرتغالي سوياً.
- تقسيم المحيط الأطلسي وأقاليم ما وراء البحار إلى منطقتي (2) نفوذ.
- تحديد مصير خوانا دي تراستامارا.
- إبرام عقد زواج بين إيزابلا، الإبنة الكبرى للملوك الكاثوليك، مع أفونسو، وريث الأمير جواو الثاني. كان هذا يُعرف باسم معاهدة الأطراف الثلاثة لمورا، وشمل أن على ملوك الكاثوليك دفع تعويضات الحرب للبرتغال في صورة مهر لعقد زواج الوريثين الطفلين إيزابيلا (9 سنوات آن ذاك) وأفونسو (4 سنوات آن ذاك).
- العفو عن أنصار خوانا من القشتاليين.

## حرب الخلافة القشتالية

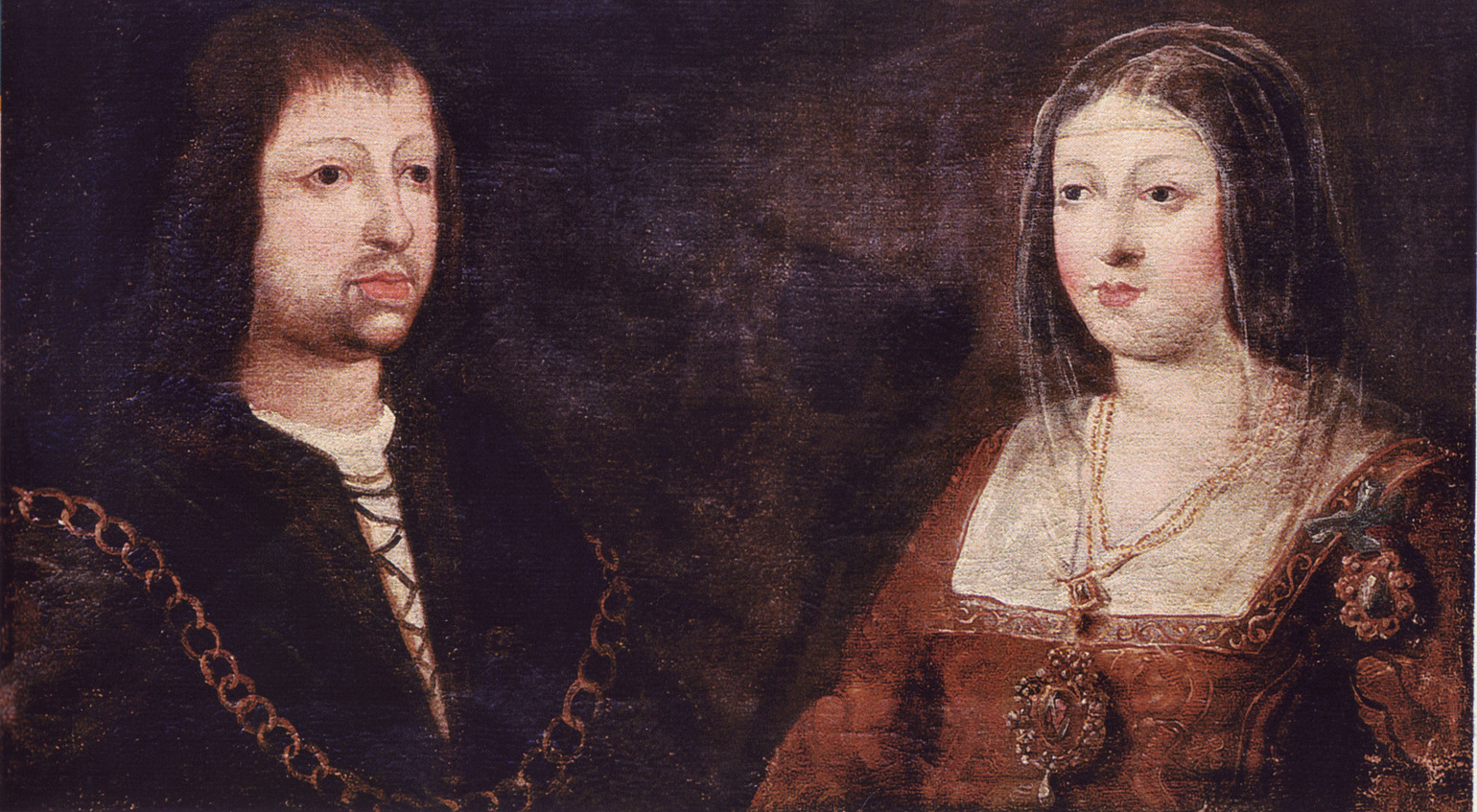
فرديناند وإيزابيلا

لقراءة المزيد، اقرأ حرب الخلافة القشتالية
بعد وفاة هنري الرابع عام 1474، كان التاج القشتالي محل نزاع بين الأخت غير الشقيقة للملك، إيزابيلا الأولى ملكة قشتالة ، المتزوجة من الأمير فرديناند الثاني ملك أراغون، وابنة الملك، خوانا دي تراستامارا ، المعروفة باسم لا بيلترانيخا - فقد زُعم أن والدها هو بيلتران دي لا كويفا. في الحرب الأهلية التي تلت، تزوج آفونسو الخامس ملك البرتغال من خوانا وغزا قشتالة (مايو 1475)، مدافعاً عن حقها في الملك.
بالتوازي مع صراع الأسر الحاكمة آن ذاك، كانت هناك حرب بحرية شرسة بين أساطيل البرتغال وقشتالة للوصول إلى أراضي ما وراء البحار والسيطرة عليها - وخاصة غينيا - التي كان ذهبها وعبيدها هما حجرا أساس القوة البرتغالية. كانت الأحداث الرئيسية في هذه الحرب هي معركة تورو غير الحاسمة   (1 مارس 1476)، والتي تحولت  إلى نصر استراتيجي للملوك الكاثوليك ومعركة غينيا  (1478)، التي منحت البرتغال الهيمنة على المحيط الأطلسي والأراضي المتنازع عليها.

كتب المؤرخ الكندي ستيفن ر. بون: 
عندما قام فرديناند وإيزابيلا بتأمين حكمهما بعد معركة تورو في الأول من مارس عام 1476 -مما أزال فعلياً تهديد الغزو البرتغالي إلا أنه لم ينهِ الحرب بصورة رسمية- قاما بتجديد مطالبهما القشتالية البالغة من العمر عشرين عاماً بحقوقهما "القديمة والحصرية" في جزر الكناري وساحل غينيا .... وشجعوا السفن التجارية الإسبانية على الاستفادة من الاضطراب السياسي وفكروا في شن هجمات مباشرة على السفن البرتغالية العائدة من غينيا، بهدف الاستيلاء على الاحتكار .... في عام 1478، اعترض سربٌ برتغاليٌ مسلح أسطولاً إسبانياً مكوناً من خمس وثلاثين كارافيلاً (وهي قوارب حربية صغيرة الحجم وسريعة في المناورات). تم الاستيلاء على معظم الأسطول ونقله إلى لشبونة. [I] عام 1479 ... أبرمت الدولتان شروطاً للسلام مع معاهدة القصبات، الأمر الذي أنهى الصراع على الخلافة بالإضافة إلى معركتهما في البحر.

## نتائج المعاهدة
- تنازلت خوانا دي تراستامارا وزوجها أفونسو الخامس عن حقوقهما في العرش القشتالي لصالح الملوك الكاثوليك، الذين تنازلوا بالمقابل عن مطالباتهم بعرش البرتغال.
- كان هناك تقاسم للمستعمرات الأطلسية بين البلدين وترسيم مناطق نفوذ كل منهما.
- باستثناء جزر الكناري ، ظلت كل المناطق والشواطئ المتنازع عليها بين البرتغال وقشتالة تحت السيطرة البرتغالية؛ غينيا بمناجم الذهب فيها، ماديرا (التي اكتُشفت عام 1419)، جزر الأزور أو الجزر الزرقاء (اكتُشفت حوالي 1427) الرأس الأخضر (اكتُشفت حوالي 1456). كما فازت البرتغال بالحق الحصري لغزو مملكة فاس التي كانت تحت حكم الوطاسيين.
- تم الاعتراف بسلطة قشتالة على جزر الكناري بينما حصلت البرتغال على الحق الحصري للملاحة والغزو والتجارة في المحيط الأطلسي وجنوب جزر الكناري. وبذا، حققت البرتغال هيمنتها الملاحية على المحيط الأطلسي ليس فقط لأقاليمها وأراضيها المعروفة ولكن أيضاً لتلك التي تم اكتشافها في المستقبل. كانت قشتالة مقتصرة على جزر الكناري أو جزر الخالدات كم عرفها العرب في تلك الحقبة.
- حصلت البرتغال على تعويض حرب قدره 106،676 أوقية ذهبية على أنها مهر إيزابيلا (التي كانت تبلغ من العمر 9 سنوات حين تم توقيع المعاهدة). [8]
- بقي الطفلان (إيزابيلا -9 سنوات- وأفونسو -4-) في البرتغال بإمرة كتيبة المعاهدة ثلاثية الأطراف في قرية مورا، انتظاراً بلوغ كليهما السن المناسب للزواج. كان الملوك الكاثوليك هم المسؤولون عن كافة تكاليف كتيبة المعاهدة والحفاظ عليها.
- كان على خوانا الاختيار إما أن تبقى في البرتغال وتعتنق سبيل الرهبنة أو أن تتزوج من الأمير خوان، ابن الملوك الكاثوليك حينها، فاختارت حياة الرهبان.
- تم العفو عن أنصار خوانا وأفونسو من القشتاليين.

## الممتلكات

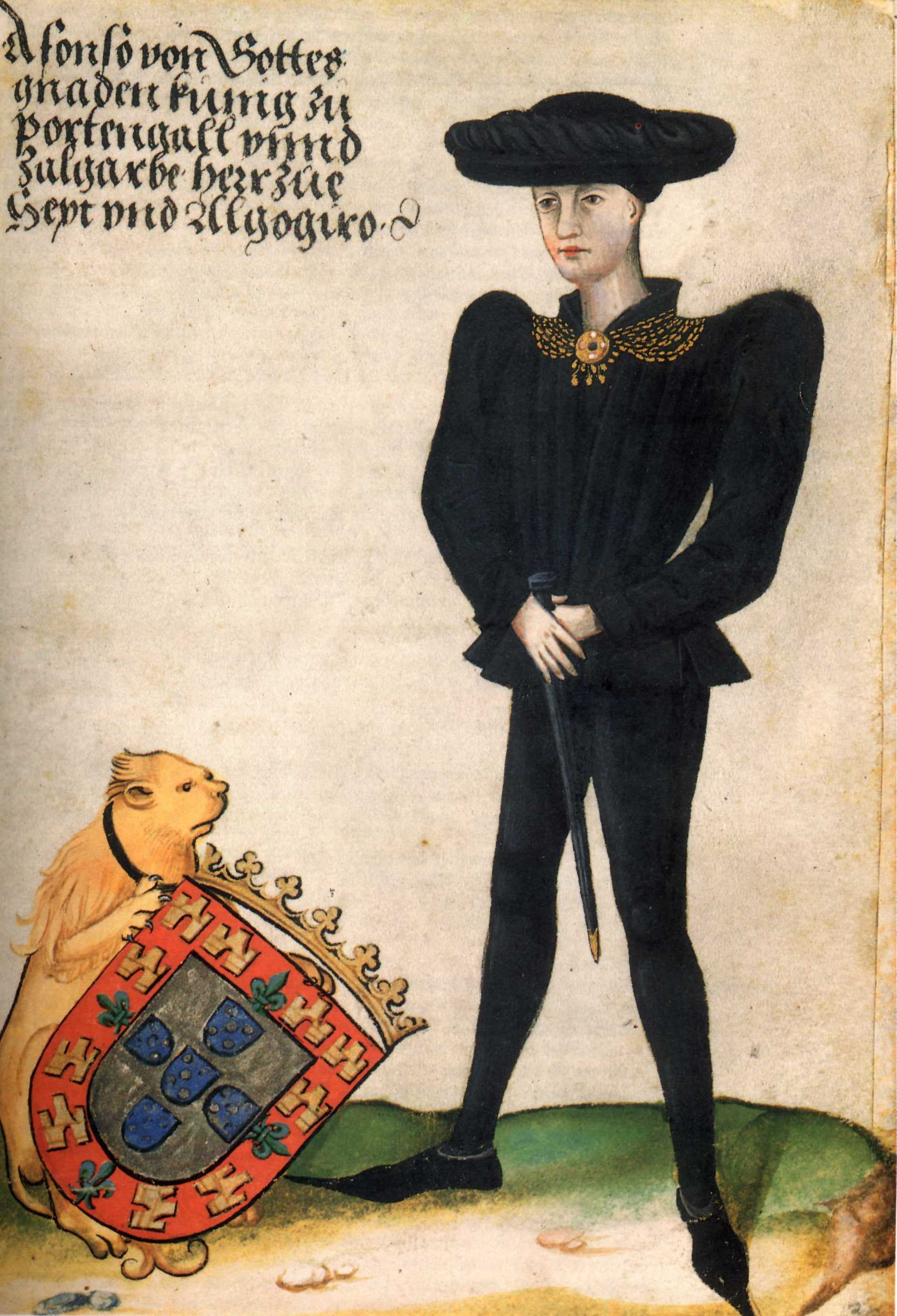
رسم تخيلي لأفونسو الخامس ملك البرتغال

هذه المعاهدة ، التي صدّق عليها لاحقاً المرسوم البابوي الملك الأبدي عام 1481، أعطت بصورة أساسية الحرية للبرتغاليين لمواصلة استكشافهم على طول الساحل الأفريقي الغربي مع ضمان السيادة القشتالية على جزر الكناري. كما منعت القشتاليين من الإبحار للممتلكات البرتغالية بدون إذن دخول برتغالي. معاهدة القصبات، التي أنشأت مناطق سيطرة القشتاليين والبرتغاليين في المحيط الأطلسي، حسمت فترة من العداء المفتوح، لكنها أيضاً أرست قواعد للمطالبات والصراع في المستقبل.
كانت قشتالة خصم البرتغال أبطأ إلى حد ما من جارتها لبدء استكشاف المحيط الأطلسي، ولم يبدأ البحارة القشتاليون في التنافس مع جيرانهم الأيبريين إلا في أواخر القرن الخامس عشر. كانت المسابقة الأولى للسيطرة على جزر الكناري، والتي فازت بها قشتالة. لم يكن الأمر كذلك حتى اتحدت مملكتا أراغون وقشتالة وأكملت حروب استرداد الأراضي الأيبيرية من المسلمين، حيث أصبحت الدولة الأكبر ملتزمةً تماماً بالبحث عن طرق تجارية ومستعمرات جديدة خارج حدودها. وفي عام 1492، قرر الحكام المشتركون للبلاد تمويل رحلة كريستوفر كولومبوس التي كانوا يأملون منها أن تتجاوز السيطرة البرتغالية على إفريقيا والمحيط الهندي بالوصول إلى آسيا عن طريق الإبحار غرباً فوق المحيط الأطلسي.

## سابقة في القانون الدولي
كانت معاهدة الكاسوفاس هي الوثيقة الأولى التي تحدد "المجال المخصص للاكتشافات المستقبلية" بين إسبانيا والبرتغال، وتحديداً "حقوق كل من التاجين على أراضي القارة الأفريقية وجزر المحيط الأطلسي".  وبهذه الطريقة يمكن اعتبارها علامة بارزة في تاريخ الاستعمار . إنها واحدة من أولى الوثائق الدولية التي تحدد رسمياً المبدأ القائل بأن القوى الأوروبية مفوضة لتقسيم بقية العالم إلى "مناطق نفوذ" واستعمار الأراضي الواقعة ضمن هذه المجالات، وأن أي شعوب أصلية تعيش هناك لا داعي لطلب موافقتها. ظل هذا مبدأً مقبولاً بصورة عامة في أيديولوجية وممارسات القوى الأوروبية حتى إنهاء الاستعمار في القرن العشرين. يمكن اعتبار معاهدة القصبات بمثابة النموذج الذي بنيت عليه العديد من المعاهدات والصكوك الدولية اللاحقة مستندةً إلى نفس المبدأ الأساسي.  وتشمل هذه معاهدة تورديسياس عام 1494 ، والتي قننت مواقف إسبانيا والبرتغال في استكشاف العالم،  وقرارات مؤتمر برلين عام 1884، أي بعد أربعة قرون، والتي قسمت بنفس الطريقة إفريقيا إلى مناطق تحت تأثير الاستعمار.

### الكتب
- BOWN, Stephen R.- 1494: How a family feud in Medieval Spain divided the world in half, D and M publishers inc., Canada, 2011.
- DIFFIE, Bailey W. and WINIUS, George D. – Foundations of the Portuguese Empire, 1415–1580, Volume 1, University of Minnesota Press, 1985.
- HANSON, Carl-  Atlantic emporium: Portugal and the wider world, 1147–1497, volume 47 de Iberian studies, University press of the South, 2002. (ردمك 978-1889431888).
- LUNENFELD, Marvin- The council of the Santa Hermandad: a study of the pacification forces of Ferdinand and Isabella, University of Miami Press, 1970. (ردمك 978-0870241437).
- MENDONÇA, Manuela- O Sonho da União Ibérica – guerra Luso-Castelhana 1475/1479, Quidnovi, Lisboa, 2007, book description نسخة محفوظة 21 مارس 2012 على موقع واي باك مشين.. (ردمك 978-9728998882)
- NEWITT, Malyn (2005) A history of Portuguese overseas expansion, 1400–1668, New York: Routledge.
- ROBERTSON, Ian- Spain, the mainland, E. Benn, 1975.

### السجلات
- PALENCIA, Alfonso de- Gesta Hispaniensia ex annalibus suorum diebus colligentis, Década III and IV (the three first Décadas were edited as Cronica del rey Enrique IV by Antonio Paz y Meliá in 1904 and the fourth as Cuarta Década by José Lopes de Toro in 1970).

## روابط ووصلات خارجية
- معاهدة بين إسبانيا والبرتغال، أبرمت في القصبات، بتاريخ 4 سبتمبر 1479 (الترجمة الإنجليزية)
- مكتبة الموارد الأيبيرية على الإنترنت "تاريخ إسبانيا والبرتغال، التوسع" ، بقلم ستانلي جي باين.